# Cidadela de Carcassona
A cidadela de Carcassona (em occitano: Carcassona; em francês: Carcassonne), localiza-se na cidade de Carcassona, no departamento de Aude, região de Languedoque-Rossilhão, na França.
Em posição dominante na margem direita do rio Aude, a Sudeste da moderna cidade, constitui-se em um conjunto arquitetônico medieval, inscrito na lista do patrimônio mundial da Unesco desde 1997.

## Origens e contexto
A primitiva ocupação do sítio da cidadela de Carcassona, no cruzamento do caminho entre Toulouse e Narbona e do que corre ao longo do Aude, remonta a povos Celtas, Galo-romanos e Visigodos. As fundações das suas casas e muralhas retratam com clareza essas sucessivas ondas de civilizações presentes ao longo dos séculos.
Durante a Idade Média foi defendida por um imponente conjunto de fortificações, ficando circundada por uma dupla linha de muralhas, que ainda hoje pode ser vista. O traçado irregular de suas ruas estreitas contrasta com a magnificência das muralhas e do castelo guarnecido por 59 torres e barbacãs, poternas e portas. Foram construídas entre os séculos IX e X ou de 890 a 910, respetivamente, devido aos ataques dos sarracenos.
Foi restaurada por Eugène Viollet-le-Duc que lhe conferiu o atual aspecto.
Ao final do século XIX, o conjunto estava praticamente abandonado, quando foi redescoberto por turistas ingleses.
Durante a Segunda Guerra Mundial, a cidadela foi usada como campo de prisioneiros.

## Geografia
Carcassona encontra-se 90 km a sudeste de Toulouse, entre os Pirenéus e o Maciço Central francês. Carcassona localiza-se na encruzilhada de duas vias terrestres em uso desde a Antiguidade: a ligação do oceano Atlântico para o mar Mediterrâneo e a ligação do Maciço Central a Espanha, à volta dos Pirenéus.

## Cronologia

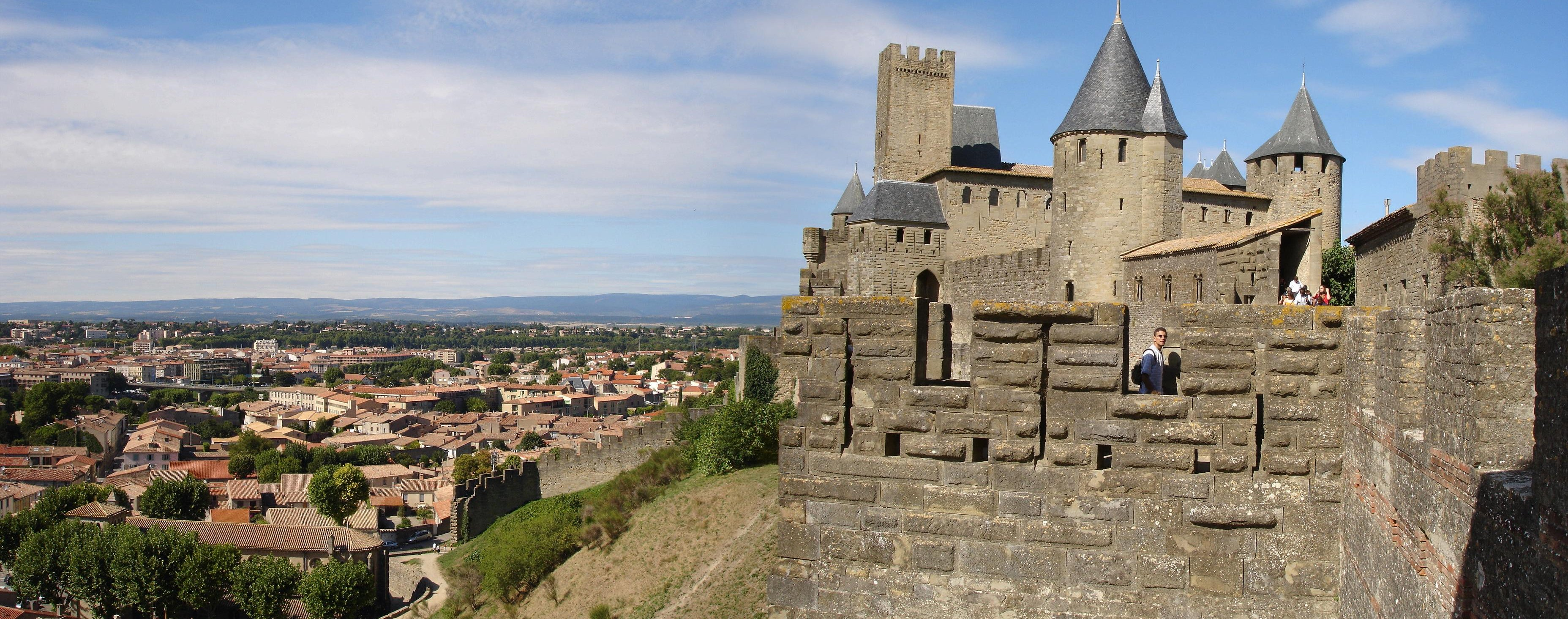
Cidadela de Carcassona, França: vista parcial da cidade, a partir das muralhas da fortaleza

- 3500 a.C. – primeiros vestígios de colonização humana
- século VI a.C. – o castro celta de Carsac torna-se um importante centro comercial
- século II a.C. – os Volcas fortificam o ópido
- 100 a.C. – os Romanos fortificam a colina e denominam a Colónia Júlia Cársaco (em latim: Colonia Julia Carcasum), mais tarde Cárcaso.
- 453 (d.C.) – Teodorico II conquista Cárcaso para os visigodos, que é cedida oficialmente em 462
- 508 – os visigodos repelem os ataques de Clóvis I, rei dos Francos
- 725 – sarracenos vindos de Barcelona tomam Carcassona
- 759 – Pepino o Breve expulsa os sarracenos. No ano seguinte toma a maior parte do sul de França, mas não consegue penetrar na fortaleza de Carcassona
- 1067 – Carcassona é oferecida por dote de casamento a Raimond Bernard Trencavel, visconde de Albi e de Nîmes. Nos séculos seguintes a família Trencavel alia-se alternadamente com Barcelona ou Toulouse. Constroem o Château Comtal
- 1096 – o Papa Urbano II abençoa a primeira pedra da Basílica de Saint-Nazaire, na altura um bastião contra os hereges cátaros
- 1209 (Agosto) – Cruzada albigense: Carcassona, agora na posse dos cátaros, é capturada pelo exército de Simon de Monforte, que se auto-intitula o novo visconde. Acrescenta as fortificações. Carcassona está agora na fronteira entre França e Aragão.
- 1247 – a cidade submete-se ao domínio do Reino de França, e o Rei Luís IX de França funda a nova zona da cidade do outro lado do rio.
- 1355 – durante a Guerra dos Cem Anos, Eduardo, o Príncipe Negro não consegue tomar a fortaleza, mas destrói a Cidade Baixa.
- 1659 – o Tratado dos Pirenéus transfere a província do Rossilhão para França, e decresce assim a importância militar de Carcassona. A fortificação é praticamente abandonada
- 1723 – a cidade é "o centro da manufactura do Languedoc" da indústria de lanifícios [3]
- final do século XIX – a cidade é "descoberta" pelos turistas ingleses.
- 1997 – as fortificações de Carcassona obtém o estatuto de património mundial da UNESCO